# Spinas

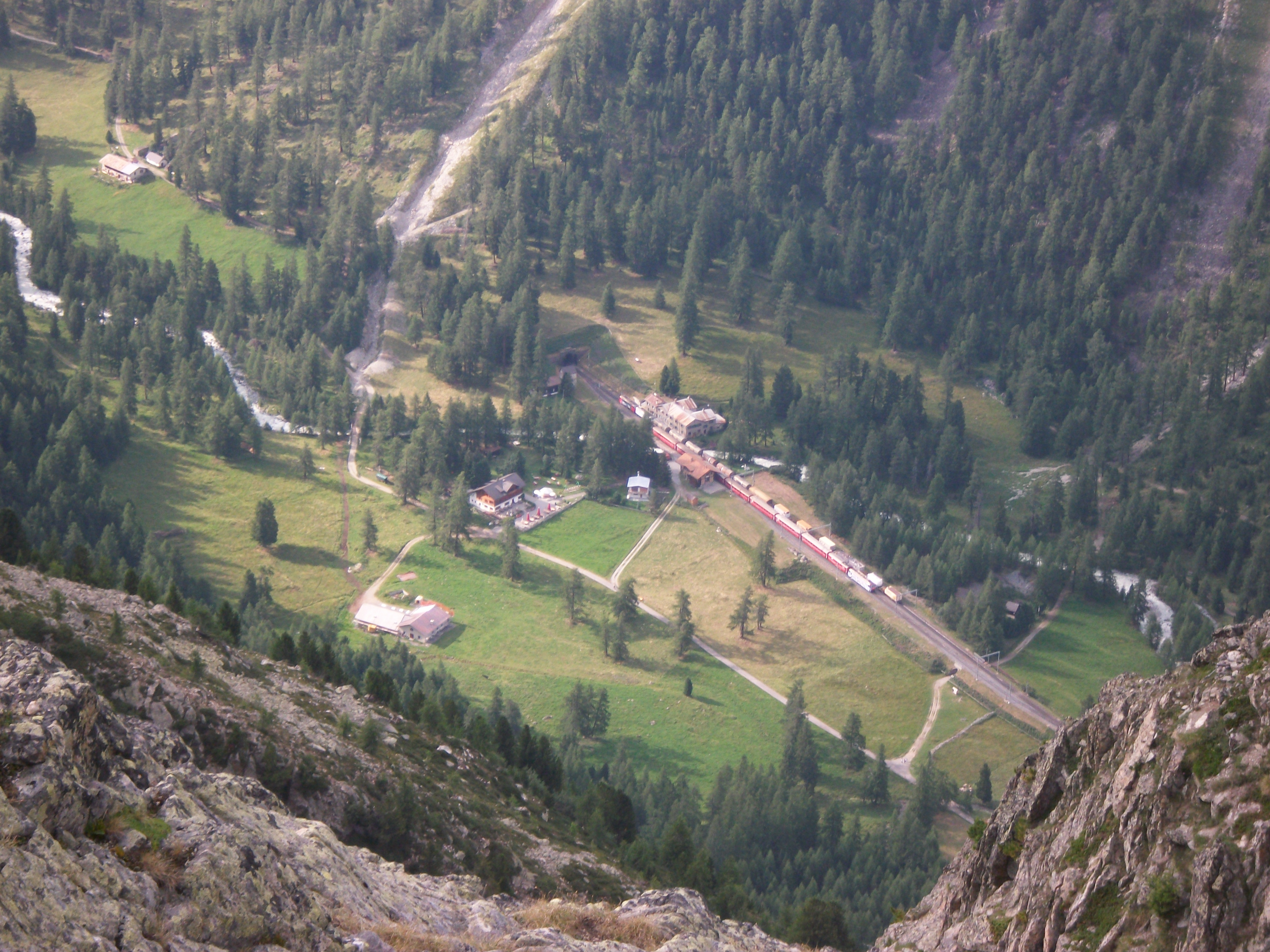
Spinas mit der RhB-Strecke, Blick vom rund 700 m höher gelegenen Cho d’Valetta

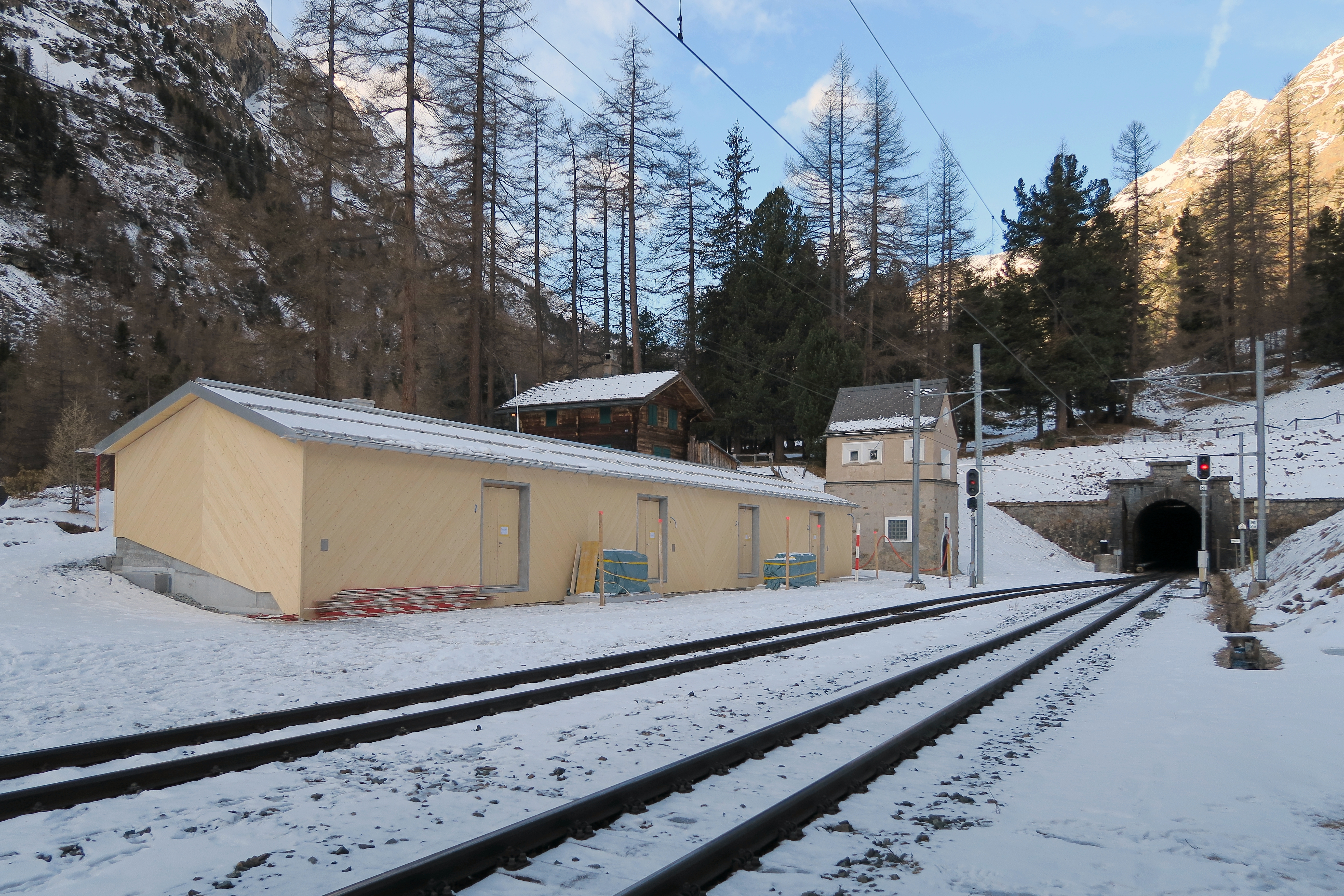
Südportal des Albulatunnels

Spinas ([ˈʃpiːnɐs]ⓘ, romanisch im Idiom Puter für deutsch «Dornen») ist ein weitgehend autofreier Weiler im Schweizer Kanton Graubünden, politisch der Gemeinde Bever zugehörig.

## Lage
Spinas und die Alp Spinas liegen im Val Bever am Beverin, rund vier Kilometer westlich von Bever auf einer Höhe von 1815 Metern, unmittelbar am Südportal des Albulatunnels.

## Geschichte
Ersturkundlich ist Spinas im Jahr 1528 erwähnt. Damals kauften die Alpgenossen eine Wiese.
1876 empfahl Michael Caviezel in seinem Touristenführer Das Oberengadin seiner Leserschaft einen kleinen Ausflug mit dem Wagen nach Spinas, «wo die Gefährte bei einer kleinen Sommerwirthschaft halten».
Das Stationsgebäude in Spinas gehört als Kantholz-Strickbau zu den typischen Zwischenstationen auf der RhB-Linie Thusis–St. Moritz mit Warteraum, Stationsbüro und Güterraum. Im Obergeschoss gab es eine Dienstwohnung. Im Unterschied zu anderen Zwischenstationen des gleichen Typs erfuhr jene von Spinas wenig Umbauten und konnte ihren architektonischen Gesamteindruck erhalten. Das Stationsgebäude wurde 2020–2021 im Rahmen des Baus des neuen Albulatunnels restauriert.
Ein Denkmal ist ein Stück Bahntrassee aus der Zeit des Bahntunnelbaus. Es befindet sich in der Nähe des Tunnels. Die heute eingewachsenen Schienen führen auf einer kurzen Wegstrecke durch den Wald zum alten Steinbruch, wo Schotter für die Bahn abgebaut wurde.

## Arbeiterdorf
1899–1902 schlugen viele, meist italienische Arbeiter aus dem Veltlin und aus Süditalien, den Albulatunnel durch den Fels. Die Arbeiter wohnten bei der Baustelle in primitiven Barackendörfern. Bis zu 400 Mann lebten in Spinas. Spinas war damals eine eigene kleine Gemeinde mit Schule, Geschäften und Restaurants. Es gab ein Badezimmer, ein Postbüro, ein Lebensmittelgeschäft, eine kleine Wäscherei, ein Krankenzimmer und eine kleine katholische Kirche, geweiht im Oktober 1900. Im Arbeiterdorf lebten auch Frauen und Kinder, die ihren Ehemännern und Vätern in die Schweiz gefolgt waren. Für die soziale und religiöse Betreuung der Bauarbeiter war Don Pietro Michieli von Bassano del Grappa zuständig.
Am Barbaratag 1899 wurde im Tunnel ein Altar errichtet und daselbst eine hl. Messe gelesen. Danach liess der Unternehmer Ronchi einen Altar im offenen Güterschuppen aufstellen. Zuerst kam HH. Ortz, ein Feriengast in Zuoz, um die Messe zu lesen, hernach trat Don Pietro Michieli an seine Stelle. Im Oktober 1900 wurden eine Schule eröffnet und der Gottesdienst im Schulzimmer abgehalten. Später wurde mit dem Bau einer eigenen Baracke für den Missionär begonnen. Die Kosten bestritt die Opera degli Emigranti (opera Bonomelli). Die Baracke stand südwestlich der Station Spinas. Im vorderen Teil war die Kapelle, welche hundert Personen Platz bot. Hinten war die Wohnung für Don Michieli, welcher zwei Winter hier wohnte. Nachdem der Tunnel 1903 fertig war, zogen die Familien fort, die Baracken wurden abgetragen, ebenso die Kapelle.

## Ort und Tourismus
Spinas selbst besteht heute aus ein paar einzelnen Häusern. Neben vier Wohnhäusern und dem Bahnhof existieren ein Gasthaus mit Übernachtungsmöglichkeit, Spielplatz und Aussenterrasse. Dieses Gasthaus wird 1880 als Pension Suvretta erstmals erwähnt. Das Restaurant befand sich zunächst auf der linken Seite des Beverin, später kaufte Ursula Krättli – die Frau des wesentlich älteren Lehrers und Botanikers Johann Luzius Krättli (1812–1903) – das ehemalige Postbüro aus der Zeit des Bahnbaus und nutzte es als Restaurant. Heute lebt Spinas vom sanften Tourismus: Wandern sowie Langlauf und Schneeschuhwandern im Winter. Fussgänger starten von hier aus zur Passwanderung hinüber nach Preda über die Fuorcla Crap Alv.

## Verkehr

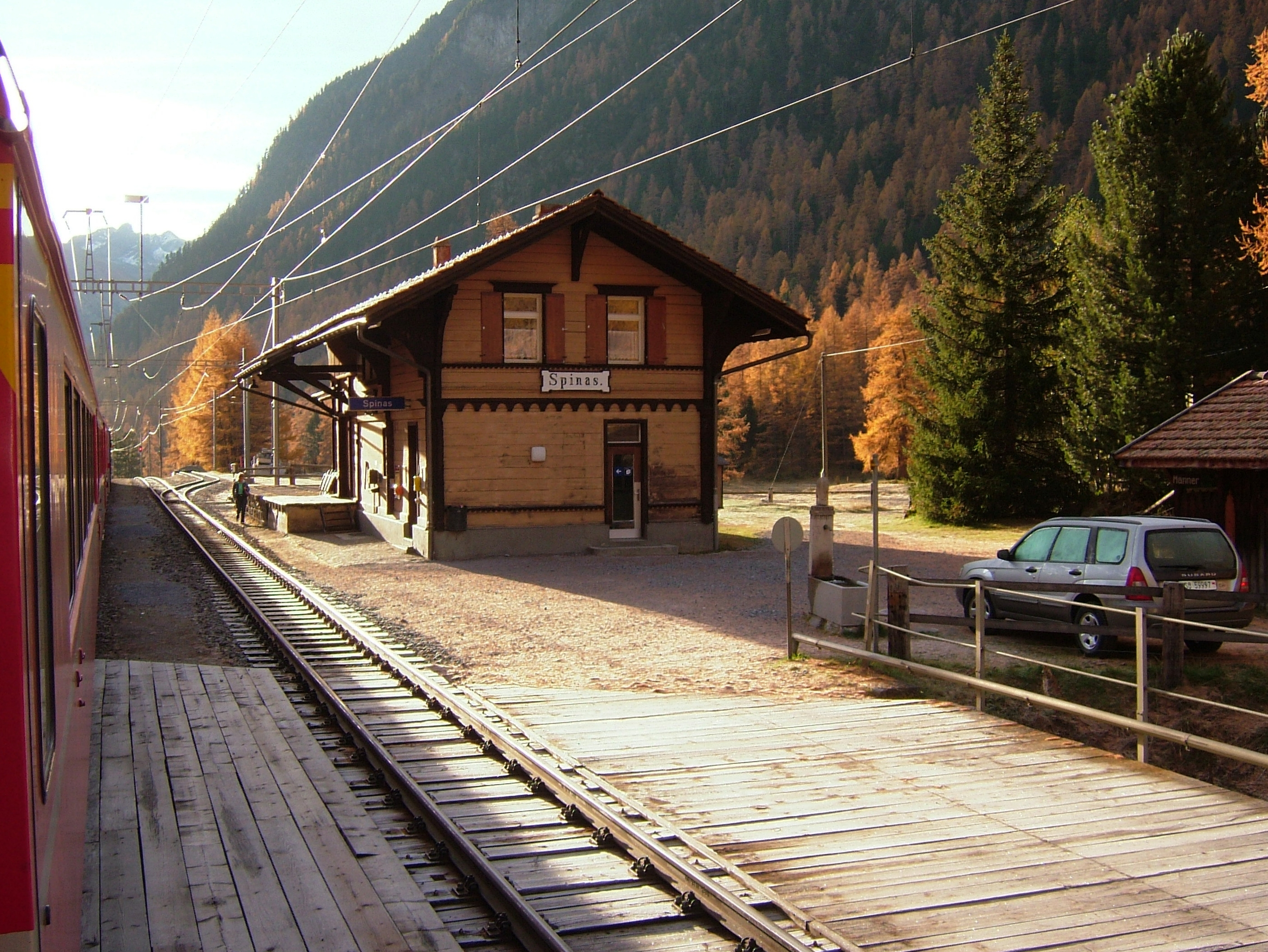
Spinas Bahnstation

Spinas verfügt über einen Halt auf Verlangen an der Albulabahnlinie, die in beide Richtungen je circa zweistündlich bedient wird. Von Bever führt ein Alpsträsschen nach Spinas und von dort weiter in die Val Bever bis zur Alp Suvretta und der Alp Val. Das Strässchen ist nur im Sommer und nur mit Spezialbewilligung befahrbar. Als öffentliches Verkehrsmittel fungiert eine Kutsche (Planwagen) mit tagsüber regelmässiger Verbindung vom Bahnhof Bever bis zum Gasthof Spinas. Im Winter ist Spinas mit Langlaufskis erreichbar.